# Thaisa Erwin
Thaisa Erwin (née le 22 août 1980 à Aberdeen) est une cavalière australienne de saut d'obstacles. Elle est sélectionnée parmi l'équipe australienne de saut d'obstacles aux Jeux olympiques d'été de 2024.

## Biographie
Elle naît à Aberdeen, en Écosse, en 1980, puis sa famille déménage à Armidale en Australie. Elle provient d'une famille relativement humble et totalement étrangère au monde du cheval. Sa mère est danseuse de ballet, son père travaillant dans le milieu maritime, ce qui impose à sa famille de nombreux déménagements. Elle apprécie les marches dans la nature avec sa mère, et durant une escale en Norvège, se souvient d'avoir été fascinée par les chevaux qu'elle a pu observer. Ses parents décident alors de lui financer des cours d'équitation. Elle apprend le saut d'obstacles pour la première fois à Moscou, avant le déménagement en Australie. Après le déménagement à Armidale, elle est entraînée par un voisin spécialiste de la discipline du dressage, mais qui a bien connu le saut d'obstacles avec la famille allemande des Beerbaum. Elle est ensuite entraînée par Gail Hunter, Thaisa déclarant que cet entraînement a eu un effet important sur sa carrière sportive.
Elle est titulaire d'une licence en ingénierie environnementale, obtenue à l'université de Newcastle. Elle abandonne son emploi d'ingénieure en 2006 pour devenir cavalière professionnelle aux États-Unis. Avec son mari, qui est allemand, elle monte une écurie d'entraînement et de vente de chevaux de sport à Middleburg, puis à Wellington en Floride.
Elle passe les qualifications pour une sélection aux Jeux olympiques d'été de 2004 à Athènes, mais n'est finalement pas retenue parmi l'équipe australienne.
Elle est sélectionnée parmi l'équipe australienne de saut d'obstacles pour une participation aux Jeux olympiques d'été de 2024, avec sa jument Hialita B. Il s'agit ainsi de la toute première équipe d'équitation entièrement féminine lors d'une édition des Jeux olympiques, composée également d'Edwina Tops-Alexander et de Hilary Scott.
Elle est surnommée « Thai ». Comme beaucoup de cavaliers, elle a subi une fracture de la clavicule au cours de sa carrière.

## Palmarès
Elle a représenté l'Australie durant plusieurs années en Coupe des nations. Elle a notamment remporté une qualification pour la Coupe du monde au Sydney Royal Show de Nouvelle-Galles du Sud, et bouclé deux parcours sans faute dans deux épreuves de niveau Grand Prix au Devon Horse Show en Pennsylvanie alors que sa mère venait de décéder, en 2013.